# Las doce sillas (novela)

Monumento a Bénder en Elistá.

Monumento a Las doce sillas en Odesa.

Las doce sillas (del ruso: Двена́дцать сту́льев) es una novela (folletín) satírica soviética de los escritores Ilf y Petrov (Iliá Ilf y Yevgueni Petrov) escrita en 1927 y publicada en 1928. Su continuación, escrita en 1931 fue El becerro de oro.
La novela fue publicada entre enero y julio de 1928 en 37 capítulos en la revista Trídtsat dnei. En 1929 en la editorial Zemliá i Fábrika se publicaron 41 capítulos en una primera edición, aunque la versión editorial definitiva, desde la segunda, tiene 40. Fue inspirada a los autores por el escritor, hermano de Yevgueni Petrov, Valentín Katáyev, con quien acordaron la dedicatoria del libro en todas las ediciones del mismo.

## Personajes

### Centrales
- Ostap Bénder, gran estratega, director técnico de la "concesión", 28 años.
- Ippolit Matvéyevich Vorobiáninov, "Kisa",  exlíder de la nobleza, trabajador de la oficina de registros de la ciudad N, "gigante del pensamiento, padre de la democracia rusa, una persona cercana al emperador", 52 años.
- Padre Fiódor (Vóstrikov), sacerdote, principal competidor de la "concesión".

### Episódicos (en orden de aparición)
- Bezenchuk, maestro de pompas fúnebres de la ciudad N.
- Tijon, portero en la antigua casa de Vorobiáninov en Stárgorod.
- Aleksandr Yákovlevich, superintendente de la segunda residencia de la seguridad social de Stárgorod, tímido ladrón.
- Varfoloméi Korobéinikov, jefe del archivo de Stárgorod, exfuncionario de la Oficina de Gobierno de la Ciudad, hoy empleado en las oficinas.
- Madame Gritsatsúyeva, viuda de un inválido de la guerra imperialista, esposa de Ostap Bénder.
- Miembros de la Unión de Espadas y Arados
  - Víktor Mijáilovich Polésov
  - Yelena Stanislávovna Bour
  - Kisliarski
  - Diádiev
  - Maksim Petróvich Charúshnikov
  - Nikosha y Vladia
- Kolia Kalachov, amigo de Moscú de Bénder.
- Yelizaveta (Liza) Petrovna Kalachova, esposa de Kolia Kalachov.
- Élochka Schúkina, esposa del ingeniero Schukin, puede comunicarse con treinta palabras.
- Ingeniero Schukin, marido de Élochka.
- Avessalom Vladímirovich Iznurénkov, genio profesional.
- Ingeniero Bruns, dueño del juego de sillas de la generala Popova.
- Electricista Méchnikov, que realiza el mantenimiento del teatro Kolumb, cansado de narzán (agua mineral procedente del Cáucaso Norte).

## Argumento
A lo largo de la novela, el dúo Ostap Bénder y Ippolit Vorobiáninov tratan de recuperar las doce sillas que componen un juego elaborado por el maestro Heinrich Gambs, en una de las cuales la suegra de Vorobiáninov, madame Petujova, escondió unos diamantes, en su casa de Stárgorod. No se lo dijo por lo manirroto que había sido, dilapidando los bienes de su hija, pero se lo confiesa en su lecho de muerte. El padre Fiódor, su confesor, descubre el secreto y se lanza asimismo en su búsqueda. Vorobiáninov va tras los diamantes pero como su afán aventurero y su capacidad de organización son limitados, le confiesa el misterio a un joven aventurero, con bufanda pero sin calcetines, llamado Ostap Bénder. A partir de entonces, se suceden las aventuras y esfuerzos, tras cada fracaso, que incluyen la creación de una sociedad secreta y la conversión de un pueblecito en la capital interplanetaria del ajedrez.

## Adaptaciones
- Checoslovaquia/Polonia (1933). Dvanáct křesel/Dwanaście krzeseł, de Martin Frič y Mijaíl Bashinski
- Alemania (1938). 13 Stühle, de Joseph Emerich.
- Argentina (1943). El sillón y la gran duquesa, de Alejandro Verbitsky y Emilio Villalba Welsh.
- Estados Unidos (1945). It's in the Bag!, de Fred Allen.
- Suecia (1954). Sju svarta "Be-Hå", de Gösta Bernhard.
- Brasil (1957). Treze Cadeiras, de Francisco Eichhorn.
- Cuba (1962). Las doce sillas, de Tomás Gutiérrez Alea.
- Unión Soviética (1966). Двенадцать стульев, de Aleksandr Belinski.
- Italia/Francia (1969). Una su 13, de Nicolas Gessner y Luciano Lucigniani.
- Estados Unidos (1970). Las doce sillas (película usamericana), de Mel Brooks.
- Unión Soviética (1971). Двенадцать стульев, de Leonid Gaidái.
- Unión Soviética (1976). Двенадцать стульев, de Mark Zajárov.
- Rusia (2003). Двенадцать стульев, de Tigrán Keosayán.
- Alemania (2006). Zwölf Stühle, de Ulrike Ottinger.
- Rusia/Ucrania (2005). Двенадцать стульев, de Maksim Pápernik.
- Rusia (2006). Двенадцать стульев, adaptación radiofónica.
- Irán (2011) دوازده صندلی, de Esmael Barari.
- Rusia (2012) Двенадцать стульев, adaptación al teatro de Anatoli Ivanov.